# Sheffield United (Hongkong)
Sheffield United ist ein Verein aus Chengdu, China, der 2008 als Nachwuchsteam der Chengdu Blades gegründet wurde. Ziel der Gründung war, jungen Spielern mehr Spielpraxis zu verschaffen. Der Verein nahm den Platz von Lanwa Redbull in der ersten Liga von Hongkong ein. Sheffield United trägt seine Heimspiele im Mong Kok Stadion aus.
Der Name und das Vereinslogo sind an den englischen Klub Sheffield United angelehnt, der seit 2006 im Besitz der Chengdu Blades ist.